# Kelly's Heroes
Kelly's Heroes (br: Os Guerreiros Pilantras / pt: Heróis por Conta Própria) é um filme de guerra produzido em 1970, e fala sobre um grupo de soldados da 35º infantaria dos Estados Unidos. O filme foi dirigido por Brian G. Hutton, que também produziu Where Eagles Dare.

## Sinopse
Em meio aos perigos da grande 2ª Guerra Mundial, um grupo de soldados americanos arriscam suas vidas para roubar 14 mil barras de ouro no valor de 16 milhões de dólares, que se localizam em um banco, atrás das linhas inimigas.

## Elenco
- Clint Eastwood como Soldado Kelly
- Telly Savalas como "Big Joe"
- Don Rickles como "Crapgame"
- Carroll O'Connor como Major Colt
- Donald Sutherland como "Oddball"
- Gavin McLeod como Moriarty
- Hal Buckley como Capitão Maitland
- Stuart Margolin como "Little Joe"
- Tom Troupe como Caplar Job